# ضيشي رباعي الموق
ضيشي رباعي الموق (الاسم العلمي: Azima tetracantha)، نوع نبات تزييني من فصيلة الأراكية. يُعرف هذا النبات عمومًا باسم «ياشنكالا» في الأيورفيدا. أوراق الشجر هي دواء مهم لعلاجات ما بعد الحمل، ونفس الشيء يستخدم أيضًا في «علاجات كاركيداكا» المشهورة في ولاية كيرالا.

## التوزيع
منتشرة من الصومال، عبر شرق ووسط إفريقيا إلى ناميبيا وجنوب إفريقيا. أيضًا في مدغشقر وألدابرا وجزر القمر ومن شبه الجزيرة العربية إلى الهند وسريلانكا والفلبين.

## روابط خارجية
- "Azima tetracantha"، شبكة معلومات موارد المواد الوراثية  [لغات أخرى]‏ (GRIN)، دائرة البحوث الزراعية  [لغات أخرى]‏ (ARS)، وزارة الزراعة الأمريكية (USDA) {{استشهاد}}: الوسيط |mode=CS1 غير صالح (مساعدة)